# Run-D.M.C.
Run–D.M.C., ponekad stilizirano kao RUN DMC ili Run-DMC, bio je pionirski američki sastav u glazbenim stilovima hip-hopu/houseu/rapcoreu, osnovan 1983. u Queensu, New York.
Sastav su činili Joseph "Run" Simmons, Darryl "D.M.C." McDaniels i sada preminuli član Jason "Jam-Master Jay" Mizell. Skupina je imala ogroman utjecaj na razvoj hip-hopa tijekom 1980-ih i pomogla mu je ući u glavnu struju. Run–D.M.C. je bila i prva grupa koja je otpjevala hip-hop pjesmu na MTV-ju. Često je znala kombinirati svoje pjesme s heavy metal dionicama, a 1986. imala je uspješnicu s Aerosmithom, "Walk This Way". Poslije ubojstva Jama Mastera Jaya na snimanju u studiju u Queensu 2002. sastav se raspada, a preostala dva člana posvetila su se samostalnim karijerama te rade kao voditelji na TV-u.
Godine 2009. Run–D.M.C. bio je uvršten u Rock and Roll Hall of Fame.

## Diskografija

### Studio albumi
- 1984. - Run–D.M.C.
- 1985. - King of Rock
- 1986. - Raising Hell
- 1988. - Tougher Than Leather
- 1990. - Back From Hell
- 1993. - Down With the King
- 2001. - Crown Royal

### Live album
- 2007. - Live at Montreux 2001

### Kompilacije
- 1991. - Together Forever: Greatest Hits 1983–1991
- 2002. - Greatest Hits (Run–D.M.C.), Greatest Hits
- 2003. - Ultimate Run–D.M.C.

### Singlovi
- 1983. – "It's Like That"
- 1984. – "Hard Times"
- 1984. – "30 Days"
- 1984. – "Hollis Crew (Krush Groove 2)"
- 1985. – "King of Rock"
- 1985. – "You Talk Too Much"
- 1985. – "Can You Rock It Like This"
- 1985. – "Jam-Master Jammin'"
- 1986. – "My Adidas"
- 1986. – "Walk This Way"
- 1986. – "You Be Illin'"
- 1987. – "It's Tricky"
- 1988. – "Run's House"
- 1988. – "Mary, Mary"
- 1988. – "I'm Not Going Out Like That"
- 1989. – "Pause"
- 1990. – "What's It All About"
- 1991. – "Faces"
- 1993. – "Down with the King" (feat. Pete Rock & C.L. Smooth)
- 1993. – "Ooh, Whatcha Gonna Do"
- 1999. – "Christmas in Hollis"
- 2001. – "Rock Show" (feat. Stephan Jenkins)

## Vanjske poveznice
- Službena stranica